# Chakra
Cet article concerne les « centres spirituels » ou « points de jonction de canaux d'énergie ». Pour le groupe de K-pop sud-coréen, voir Chakra (groupe).
Ne doit pas être confondu avec Shakra (bouddhisme).
Pour l’article ayant un titre homophone, voir Chacra.
Cette page contient des caractères d'alphasyllabaires indiens. En cas de problème, consultez Aide:Unicode.
 (janvier 2025).
Si vous disposez d'ouvrages ou d'articles de référence ou si vous connaissez des sites web de qualité traitant du thème abordé ici, merci de compléter l'article en donnant les références utiles à sa vérifiabilité et en les liant à la section « Notes et références ».

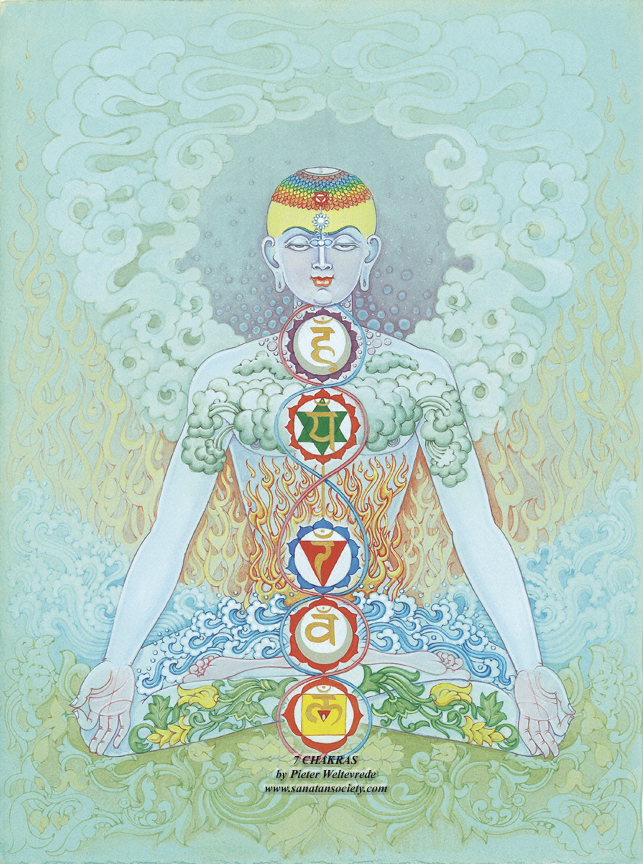
Les sept chakras dans le corps humain.

Chakra,, (dérivé du sanskrit : चक्र, écriture devanagari, qui signifie roue ou disque, prononciation phonétique : « tchakra » en sanskrit, « chakra » en français, en IAST : cakra ; pali : chakka ; tibétain : khorlo ; indonésien et javanais : cakra) est le nom sanskrit donné à des objets ayant la forme d'un disque, parmi lesquels le Soleil.
Le terme désigne des « centres subtils » ou « points de jonction de canaux d'énergie (nāḍī) » issus d'une conception du Kundalinî yoga et qui pourraient être localisés dans le corps humain. Selon cette conception, il y aurait sept chakras principaux et des milliers de chakras secondaires. On trouve ce concept dans la Yoga Chudamani Upanishad (composée entre les VIIe et Xe siècles) et la Yoga Shikha Upanishad. 

## Symbole de pouvoir

Chakra (roue) au centre du drapeau de l'Inde.

Dans l'Inde ancienne, le mot chakra désignait un disque de métal — or, cuivre ou fer — symbolisant le pouvoir d'un râja dit chakravarti : celui qui fait tourner la roue de la destinée des hommes, qui tient leur vie dans ses mains, mais aussi, peut-être, celui qui est à l'image de sūrya, le Soleil. Krishna est né avec cet attribut de Vishnou. Le titre de chakravarti ou chakravartin était donné à un souverain ayant fait le sacrifice du cheval ou ayant réalisé de grandes conquêtes.
Dans l'hindouisme, la roue représente la structure des mondes et de l'individu, « dont le noyau est le cœur, les rayons ses facultés et les points de contact avec la jante les organes de perception et d'action ».
Le terme fut ensuite utilisé pour qualifier Bouddha et les souverains bouddhistes, qui font tourner la roue de la loi (geste de dharma chakra-mudrâ).
On retrouve ainsi très logiquement une représentation de chakra dans l'emblème et le drapeau de l'Inde. À l'origine, devait se trouver dans la bande blanche le rouet de Gandhi, c'est-à-dire l'outil emblématique de l’autosuffisance. Il fut plus tard remplacé par le chakra d'Ashoka, un symbole bouddhiste, sous l'influence de Bhimrao Ramji Ambedkar, le rédacteur hors-caste de la constitution indienne qui finit par se convertir au bouddhisme.

## Chakras du yoga
Les chakras décrits dans le kuṇḍalinī yoga sont représentés par des fleurs de lotus et marquent, sur le plan énergétique de l'homme (prāṇamaya-kosha), les étapes de la progression de la kuṇḍalinī le long des nādīs (canaux) centraux que sont suṣumṇā (canal central parasympathique), iḍā (canal sympathique gauche) et piṅgalā (canal sympathique droit), qui relient entre eux les chakras (centres d'énergie).
| Chakra                | Élément                      | Emplacement     | Divinité associée | Son (bîja) | Nombre de pétales | Couleur             | Yantra                 |
| 7 Sahasrāra सहस्रार     | Vibration (स्पन्द Spanda)      | Fontanelle      | Shri Paramashiva  | SOHAM      | Mille             | Violet              |                        |
| 6 Ājñā आज्ञा            | Pensée/psychisme (मनस् Manas) | Chiasma optique | Shri Mahaganesha  | OM         | Deux              | Bleu foncé (Indigo) | Point                  |
| 5 Viśuddha विशुद्ध       | Éther (आकाश Ākāśa)            | Gorge           | Shri Krishna      | HAM        | Seize             | Bleu clair (Cyan)   | Cercle                 |
| 4 Anāhata अनाहत        | Air (वायु Vāyu)                | Cœur            | Shri Durgā        | YAM        | Douze             | Vert et rose        | Étoile à six branches  |
| 3 Maṇipūra मणिपूर       | Feu (अग्नि Agni)               | Nombril         | Shri Vishnu       | RAM        | Dix               | Jaune               | Triangle pointe en bas |
| 2 Svādhiṣṭhāna स्वाधिष्ठान | Eau (आपस् Āpas)               | Sacrum          | Shri Brahma       | VAM        | Six               | Orange              | Croissant de lune      |
| 1 Mūlādhāra मूलाधार      | Terre (पृथिवी Pṛthivī)          | Périnée         | Shri Ganesha      | LAM        | Quatre            | Rouge               | Carré                  |

Les sept chakras principaux sont décrits comme formant une colonne lumineuse (colonne d'argent) partant de la base de la colonne vertébrale jusqu'à la base de la tête. Chaque chakra est associé à une certaine couleur, un duo de divinités, un élément classique, des sons, un organe d'action, un organe sensoriel, des fonctions de la conscience, etc.
L'ouverture du sahasrāra-cakra, signifiant « chakra aux mille pétales », correspondant à l'aboutissement du déploiement de la kuṇḍalinī, équivaut à l'éveil spirituel.
La plus ancienne mention connue des chakras se trouve dans les dernières upaniṣad (plus spécifiquement, la Brahma Upaniṣad et la Yogatattva Upaniṣad).
Ce système des chakras ressemble fortement au Caducée, sur lequel les serpents sont six fois en contact autour de l'axe central (la baguette), de la même façon que iḍā et piṅgalā se croisent autour de suṣumṇā avant de se rejoindre en Ājñā chakra.

## Vision mystique des chakras
Sri Swami Shivananda va même plus loin dans son livre Kundalinî-yoga, où il décrit les chakras comme des centres spirituels qui peuvent être activés à 100 % grâce à la montée de la Kundalinî[réf. incomplète]. Chaque chakra serait dépositaire de pouvoirs secrets endormis. Le mûlâdhâra-chakra activé permettrait au yogi de léviter et de se purifier de tout péché. Le vishuddha-chakra activerait la clairaudience. L’âjñâ-chakra, lui, garderait en lui le pouvoir caché de clairvoyance. Enfin, Sahasrâra activé fournirait la paix suprême, l'union fusionnelle avec l'être cosmique.

## Chakra et bouddhisme

Chapiteau d'Ashoka.

Ces modèles du tantrisme hindou ont été repris avec quelques adaptations dans le bouddhisme tibétain et le shingon japonais ou vajrayāna ou cinq centres correspondant aux cinq éléments et aux cinq dhyanis bouddhas sont souvent décrits. Plus généralement, dans le bouddhisme, la roue est aussi bien utilisée pour symboliser le Buddha, le dharma et des notions du pouvoir. Le chakra est aussi, dans l'iconographie bouddhiste, le halo ou auréole qui accompagne la représentation des saints hommes, derrière leur tête, le shirashchakra, leur corps, le prabhâvali, composée de flammes, le jvâla.
Avant que la rencontre des mondes indien et grec n'introduise une représentation figurative du Bouddha, celui-ci n'était représenté que par un chakra, parfois au sommet d'une colonne ou lât, comme le chapiteau d'Ashoka qui est devenu l'emblème de l'Inde.

## Chakra et autres disciplines
La médecine traditionnelle chinoise se base sur un modèle voisin du corps humain comme système d'énergie traversé par des vaisseaux et des points, ceux utilisés par l'acupuncture. Cependant, aucune preuve physique ou physiologique ne vient pour l'instant à l'appui de ce modèle.
Cependant, les chakras sont situés sur le vaisseau conception (VC) — Ren Mai et le vaisseau gouverneur (VG) —, Du Mai[pas clair] qui font partie des méridiens fondamentaux — dans le sens profond — (Merveilleux Vaisseaux) en médecine chinoise. Chaque chakra correspond à un point précis de ces méridiens et à des actions sur les fonctions des divers organes lui correspondant. Ainsi :
- le premier chakra est le Muladhara, « chakra de la racine », et correspond au point no 1 du vaisseau conception (VC), soit entre l'anus et le scrotum. Il est en lien avec le métabolisme, le système lymphatique et la vessie. Il est lié aux glandes surrénales ;
- le deuxième chakra est le hara (VC no 6), le centre de l’énergie. Il est en lien avec les reins, l’appareil reproducteur, les intestins et le système immunitaire. Point maître du foyer inférieur, il régit l’activité des ovaires et des testicules (les gonades) ;
- le troisième chakra, le plexus solaire (VC no 12), est relié au pancréas. Il a une action sur le foie et la vésicule biliaire ainsi que sur le système digestif (estomac). Il est le point maître du foyer médian ;
- le quatrième chakra est l'Anahata, « chakra du cœur » (VC no 17). Il est en lien avec le cœur, le système circulatoire, les poumons et le thymus. Le lien avec le thymus est important pour le travail avec les enfants car cette glande s’atrophie rapidement avec l’âge, il a pour fonction la production des lymphocytes au début de la vie. Il est le point maître du foyer supérieur ;
- le cinquième chakra est le Vishuddha, « chakra de la gorge » (VC no 22). Il est le centre du système respiratoire, en lien avec le fonctionnement de la glande thyroïde. Il est important pour le fonctionnement du cou, de la voix et des mains ;
- le sixième chakra est l'Ajna, le troisième œil, situé sur le vaisseau gouverneur (VG). Il est le seul chakra qui n’ait pas de point de correspondance avec les points du vaisseau gouverneur. Cependant, il est en lien avec l’hypophyse et soutient la fonction des yeux et du système nerveux, il est le siège de l'intuition ;
- le septième chakra est le Sahasrāra, « chakra coronal ou du ciel » (VG no 20). Il est en lien avec la glande pinéale (épiphyse). Son action porte sur l’activité du cortex cérébral, il a une action importante sur la circulation de l’énergie dans le corps et sur les activités intellectuelles, la concentration et la mémoire. Il harmonise l’énergie yang du corps.

### Divers
- Le Reiki évoque les chakras.
- Le concept de chakra est repris par le mouvement New Age qui a redéfini le code de couleurs représenté dans la première colonne du tableau ci-dessus.
- La chakrologie est un néologisme quelquefois employé par des praticiens de médecine non conventionnelle ou des philosophes ésotériques, pour désigner l'étude des chakras.
- Les Rosicruciens (étudiants de la philosophie Rose-Croix), ont un système décrivant les centres spirituels humains appelés « centres psychiques », qui est similaire[réf. nécessaire].
- Dans la kabbale, et donc dans la mystique judaïque, les sephiroths peuvent être comparées aux chakras[13].

#### Kundalinî
- Carl Gustav Jung, Psychologie du yoga de la Kundalinî, 2005  (ISBN 2-226-15711-5).
- Lilian Silburn, La Kundalinî, l’Énergie des profondeurs, Les Deux Océans, Paris 1983
- Tara Michaël, Corps subtil et corps causal. « La Description des six chakras » et quelques textes sanscrits sur le kuṇḍalinī yoga, Paris, Le Courrier du livre, 1979, 278 p. Hindouisme.

#### Psychologie analytique
- Carl Gustav Jung, Les Énergies de l'âme, Albin Michel  (ISBN 2-226-10492-5).
- Auriol B., Yoga et Psychothérapie, 1977, éd. Privat, Toulouse.
- Flamm H., Yoga et psychanalyse, Praxis, 5 août 1969, p. 972-973.
- Choisy M., Yoga et psychanalyse, Mont-Blanc, Genève, 1949.